# PGDS
PGDS‏ (Hematopoietic prostaglandin D synthase) هوَ بروتين يُشَفر بواسطة جين PGDS في الإنسان.
إنزيم بروستاغلاندين-د سينثاز هو عضو في عائلة غلوتاثيون-إس ترانسفيراز من فئة سيجما. يحفز هذا الإنزيم تحويل PGH2 إلى PGD2، ويلعب دورًا في إنتاج البروستانويدات في الجهاز المناعي والخلايا البدينة. يمكن استخدام وجود هذا الإنزيم لتحديد مرحلة تمايز الخلايا كبيرة النواة البشرية.